# Wyżyna Śląsko-Krakowska
Wyżyna Śląsko-Krakowska (Zachodniomałopolska) (341) – region położony na północ od doliny górnej Wisły, między Wyżyną Małopolską na wschodzie a Niziną Śląską na zachodzie.

## Charakterystyka
Wyżyna Śląsko-Krakowska stanowi asymetryczne wypiętrzenie tektoniczne, zawierające w podłożu paleozoiczne struktury fałdowe, w tym karbońską nieckę węglową, na których zalega monoklinalna płyta skał mezozoicznych, które zapadają się ku północnemu wschodowi, tworząc kilka progów denudacyjnych i subsekwentnych obniżeń. Wyżyna obniża się ku północy, gdzie starsze formacje geologiczne chowają się pod utwory czwartorzędowe Nizin Środkowopolskich. Od południa wyżyna opada uskokami ku obniżeniu podkarpackiemu, a od zachodu jej progi sięgają na Nizinę Śląską. Wznosi się na wysokość 200–500 m n.p.m. (kulminacja na 512 m n.p.m.) i zajmuje powierzchnię ok. 10,3 tys. km². Dzieli się na trzy makroregiony: Wyżynę Śląską (341.1), Wyżynę Woźnicko-Wieluńską (341.2) i Wyżynę Krakowsko-Częstochowską (341.3). Jest jednym z głównych obszarów źródliskowych w Polsce.
Na wyżynie zlokalizowane są: Ojcowski Park Narodowy (otwarty w 1956 roku) oraz Zespół Jurajskich Parków Krajobrazowych (utworzony w 1981 roku) z licznymi szlakami turystycznymi.